# Sulcis (kolonia fenicka)
Sulcis – starożytne miasto, kolonia fenicka znajdująca się na południowo-zachodniej Sardynii, nieopodal dzisiejszej miejscowości Sant’Antioco.